# 1606 en philosophie
Chronologie de la philosophie
- 1602
- 1603
- 1604
- 1605
- 1606
- 1607
- 1608
- 1609
- 1610

L’année 1606 a été marquée, en philosophie, par les événements suivants :

## Publications
- Tommaso Campanella : Monarchia del Messia, (it) 1606, éd. latine à Jési en 1633. Trad. fr. Monarchie du Messie, Paris, PUF, 2002, 498 p.

- Francisco Suárez : 
  - De divina substantia eiusque attributis;
  - De divina praedestinatione et reprobatione;
  - De sanctissimo Trinitatis mysterio.

- Bartholomaeus Keckermann :  Systema logicae minus succincto praeceptorum compendio tribus libris adornatum … ut sevire possio gymnasio Dantisco. Hanoviae.